# Kriket
Kriket (Cricket) je kolektivní pálkovací míčová hra, v níž proti sobě nastupují dvě družstva po jedenácti hráčích. Hraje se na oválném hřišti, v jehož středu je obdélníkový pruh (pitch) o délce 22 yardů (20,12 metru). Kriketu se věnuje 120 milionů hráčů v mnoha zemích, což z něj činí druhý nejpopulárnější kolektivní sport na světě.
Nadhazovač (bowler) hází kriketový míč směrem k pálkaři (batsman). Ten se ho snaží odpálit mimo dosah polařů (fielders) tak, aby mohl běžet na druhý konec pruhu a bodovat. Pálkaři zůstávají ve hře, dokud nejsou vyautováni (out). Tým, který je na pálce, pokračuje ve hře, dokud není vyautováno deset pálkařů, případně dokud nadhazovači nedokončí předem určený počet sad (overs) po šesti nadhozech. Potom si oba týmy prohodí role – tým, který byl v poli, jde pálkovat.
V profesionálním kriketu může jedno utkání trvat od 20 sad (overs) na každé straně až po tzv. Testovací zápas (Test match), který se hraje na čtyři směny po dobu pěti dní. První zmínky o kriketu spadají před nebo do 16. století. Na konci 18. století se kriket stal anglickým národním sportem. Expanze Britského impéria znamenala rovněž rozšíření kriketu, a v polovině 19. století se konalo první mezinárodní utkání. Hra je nejpopulárnější v Australasii, Anglii, na Indickém subkontinentu, v Karibiku a Jižní Africe.
Národní kriketové federace sdružuje Mezinárodní kriketová rada (ICC, anglicky International Cricket Council), založená 15. června 1909. Generální ředitel této sportovní asociace je Dave Richardson, ústředí společnosti je ve Spojených arabských emirátech. ICC je členem Asociace MOV uznaných mezinárodních sportovních federací (ARISF), kriket je uznaný sport (MOV).

## Princip a pravidla
Princip hry spočívá v tom, že tým, který je na pálce, se pomocí odpalů snaží získat co nejvíce bodů (runs), zatímco tým, který nadhazuje a je v poli, se pokouší bodování zamezit a pálkaře vyautovat. Cílem hry je získat více bodů než soupeř. V některých formátech kriketu může být rovněž důležité vyautovat všechny soupeřovy pálkaře, v opačném případě by zápas skončil remízou.
Kriketový zápas je rozdělen na směny (innings). Během směny je jeden tým v poli a druhý tým na pálce. Po skončení směny si týmy úlohy vymění. 11 hráčů týmu, který je v poli, se rozmístí po hřišti, zatímco z druhého družstva jsou v poli pouze dva pálkaři. Pořadí pálkařů je obvykle ohlášeno před začátkem utkání, ale může se průběžně měnit.
Kriketové hřiště je oválné, s obdélníkovým pruhem uprostřed. Hranice hřiště jsou označeny většinou provazem, případně plotem nebo barvou.
Na každé straně pruhu je ve vzdálenosti 22 yardů (20,12 metrů) dřevěný terč, kterému se říká branka (wicket). Pruh je vymezen bílými lajnami: čarou pro nadhazovače (bowling crease) a čarou pro pálkaře (batting/popping crease), které jsou ve vzdálenosti 4 yardů (3,66 metrů) od branky. Branku tvoří tři dřevěné tyčky, jež mají na vrchu položená dvě vyřezávaná dřívka (bails). Branka je zbořená, pokud spadlo alespoň jedno z těchto dřívek. Když se tedy míč branky dotkne, ale dřívka zůstanou na svém místě, znamená to, že pálkař nebyl vyautován.

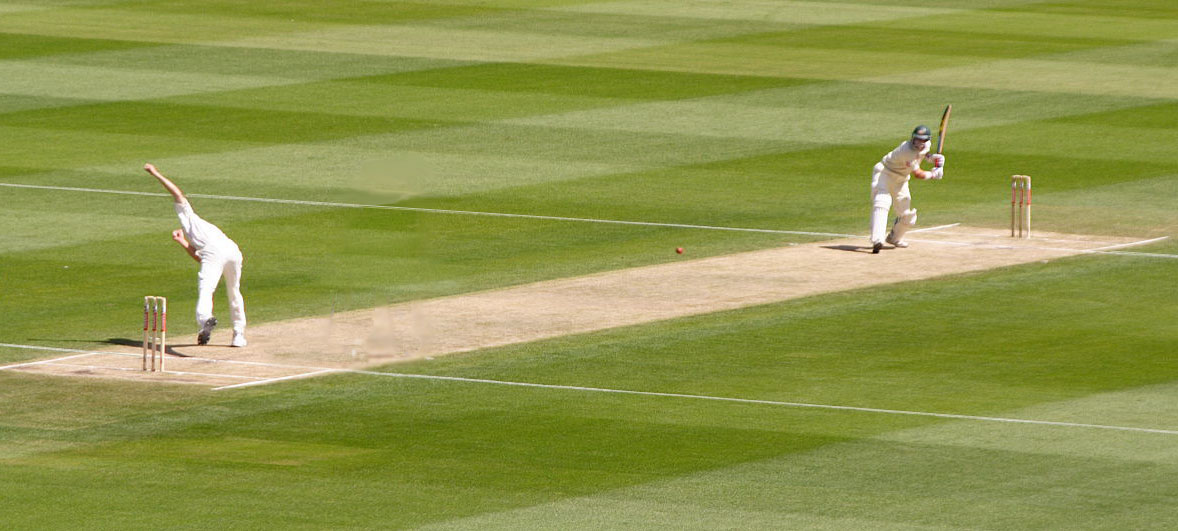
Nadhazovač Shaun Pollock hází na pálkaře Michaela Husseyho

Každému ze dvou pálkařů vždy patří jedna branka (obvykle ta, ke které je blíže). S výjimkou situace, kdy právě odpaluje, nehrozí mu v její blízkosti – za pálkovací čarou – žádné nebezpečí. Pokud je branka zničena v okamžiku, kdy pálkař běží na druhý konec pruhu, je vyautován. Během jednoho nadhozu může být vyřazen pouze jeden pálkař.

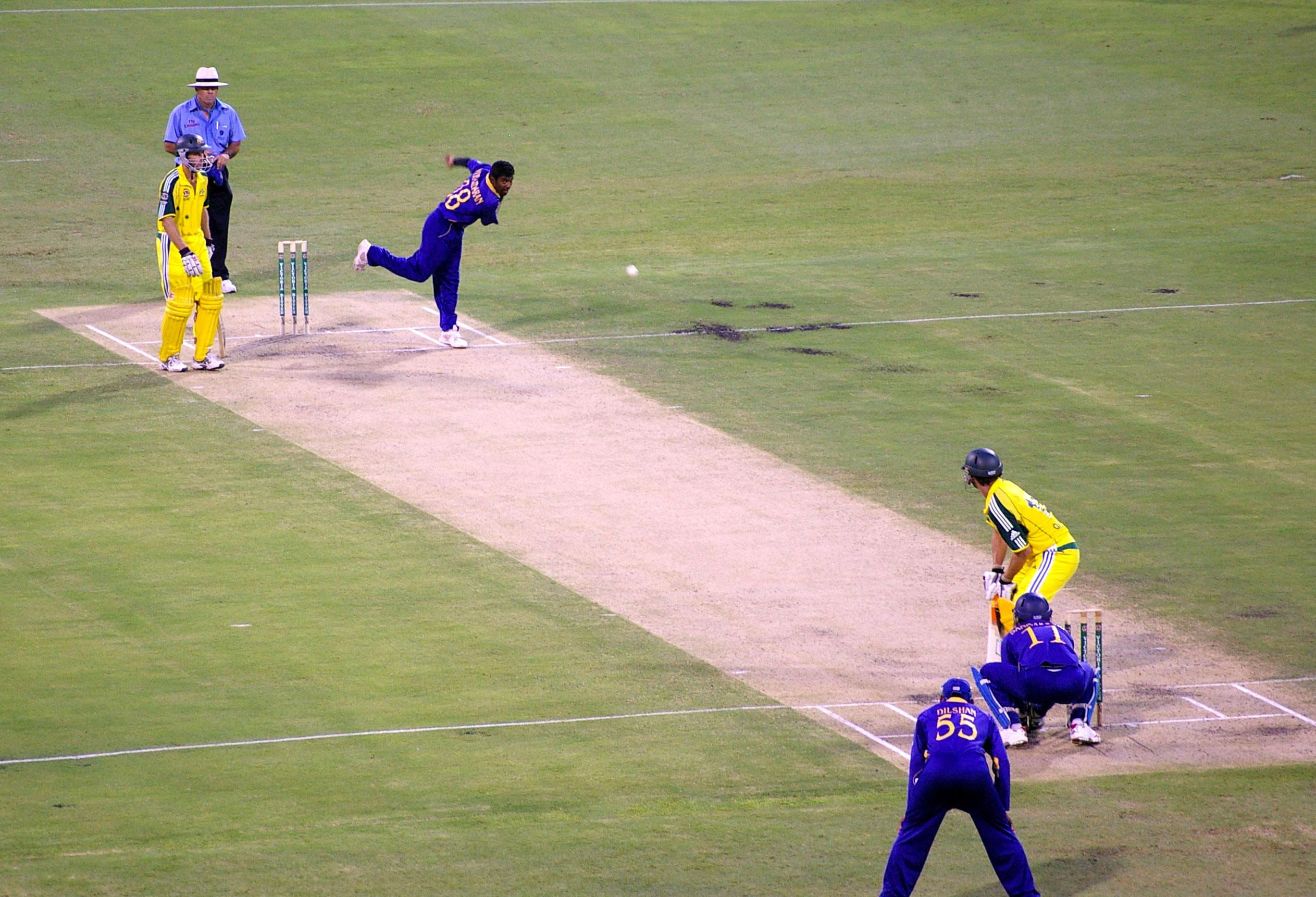
Nadhazovač nadhodil míč. Ze zadní části dopředu -- rozhodčí (s kloboukem), branka, nepálkující pálkař (žlutý), nadhazovač (modrý), míč, pruh, čára, odpalující pálkař (žlutý), branka, brankář (modrý, skrčený) a polař (modrý)

Oba pálkaři zaujmou pozici na opačné straně pruhu. Jeden označený hráč týmu v poli, nadhazovač, nadhazuje míč z opačné strany pruhu na odpalujícího pálkaře. Pálkaři, který právě není na řadě, se říká ne-pálkař (non-striker), a stojí vedle branky. Tento hráč může překročit svou čáru, ale není to bez rizika. Další hráč týmu v poli, brankář (wicket keeper), stojí za brankou aktivního pálkaře.
Zbývajících devět hráčů v poli je strategicky rozmístěno po hřišti, mimo centrální pruh. Kapitán polařů průběžně mění jejich pozice podle vývoje hry.
Na každé straně pruhu vždy stojí jeden rozhodčí.
Nadhazovač se obvykle vzdálí několik metrů za branku, rozběhne se a v pohybu vypustí míč z natažené ruky nad hlavou v okamžiku, kdy došlápne na čáru. Když se dopustí přešlapu nebo když ruku během nadhozu pokrčí v lokti, jeho pokus je neplatný (no ball) a tým na pálce automaticky získává jeden bod. To samé platí pro případ, že míč letí mimo dosah pálkaře (wide). Míč může být hozen tak, že se v pruhu odrazí od země, dopadne přímo na čáru (a yorker) nebo letí vzduchem přímo na branku (a full toss).
Pálkař se snaží chránit svou branku tak, že míče odpaluje pálkou (ke které patří také rukojeť a rukavice). Pokud se nadhazovači podaří branku zbořit, znamená to, že byl pálkař vyautován (bowled out). Pokud pálkař míč mine, ale zboření branky zabrání jakákoli jiná část jeho těla, je vyřazen podle pravidla noha před brankou (leg before wicket – LBW).
Pálkař může být vyautován také když odpálí míč, který je chycen polařem přímo ze vzduchu (caught out). Pokud míč chytí nadhazovač, používá se termín caught and bowled, a v případě brankáře caugh behind.
Když se pálkaři podaří odpálit míč, a ten není chycen přímo ze vzduchu, mohou se oba pálkaři pokusit získat body pro svůj tým. Oba běží na druhý konec pruhu, kde se pálkou dotknou příslušné čáry. Za každý takový dokončený přeběh získávají jeden bod. Mohou se pokusit o jeden bod, o více bodů nebo neběžet vůbec. Při pokusu o přeběh hrozí pálkařům vyřazení. K tomu dojde v okamžiku, kdy se hráči v poli zmocní míče a srazí dřívka branky dříve (buď hodem nebo s míčem v ruce), než pálkaři doběhnou k čáře. Takovému způsobu vyautování se říká run out. Proto se stává, že pálkaři často vyběhnou, ale pak se rozhodnou vrátit do své původní pozice.
Pokud pálkař odpálí míč vzduchem až za hranice hřiště, získává jeho tým šest bodů. Pokud se míč před opuštěním hřiště dotkne země, jedná se o odpal za čtyři body. Pálkaři mohou začít běhat ještě před tím, než míč opustí hřiště, ale tyto body se nepočítají.
Jestliže pálkař míč netrefí, stále se může pokusit získat nějaké body přeběhnutím.
Pokud pálkař opustí svou čáru a mine míč, může ho brankář chytit a jeho branku rozbít (stumped).
V případě přešlapu (no ball) a širokého nadhozu (wide) se může pálkař rozhodnout míč odpálit a získat extra body navíc. V takovém případě může být vyautován pouze, když včas nedoběhne za čáru (run out).
Když se pálkaři rozhodnou ukončit přeběhy, míč je označen jako mrtvý (dead) a je vrácen nadhazovači. Živým se stává znovu v okamžiku, kdy se nadhazovač rozběhne k novému nadhozu. Nadhazovač během sady (over) pokračuje v nadhazování na stejnou branku, bez ohledu na jakoukoli změnu pozic pálkařů.
Vyřazený pálkař odchází z hřiště a je nahrazen novým pálkařem ze svého týmu. Avšak přestože třeba nadhazovač viditelně zbořil branku, pálkař není ve skutečnosti vyřazen, dokud tým v poli nepožádá rozhodčího o vyjádření, které je tradičně formulováno slovy How's that nebo Howzat.
Po šesti nadhozech, jedné sadě (over), se v týmu polařů mění nadhazovač, který hází na opačnou branku než jeho předchůdce.
Směna je u konce, když se podaří vyautovat 10 z 11 pálkařů (all out – přičemž vždy jeden z pálkařů zůstane "not out"). Jinou variantou konce směny je, že byl odehrán dopředu dohodnutý počet sad nebo, když tým na pálce deklaruje, že už získal ze svého pohledu dostatečný počet bodů.
Zápas končí, když byly odehrány všechny směny. V případě špatného počasí mohou zápas ukončit také rozhodčí. Ale v mnoha případech utkání konči v okamžiku, kdy první tým už má odehrány všechny své směny na pálce, a druhý tým v pořadí dosáhl většího počtu bodů. V zápasech hraných na čtyři směny nemusí druhý tým svou druhou směnu ani začínat – pokud má více bodů, říká se že vyhrál o směnu (win by an innings). Pokud druhý tým nedokončil svou poslední směnu, má více bodů a k tomu ještě pět pálkařů, kteří se vůbec nedostali na hřiště, říká se, že vyhrál o pět branek (win by five wickets). Pokud poslední tým na pálce prohrává, všichni pálkaři jsou vyautovaní, a tým má o deset bodů méně, pak vítězný tým vyhrál o deset bodů (win by 10 runs). Pokud oba týmy odehrají všechny své směny a na konci mají stejný počet bodů, jedná se o remízu (a tie).
V čtyřsměnných utkáních je ještě jiná možnost remízy (a draw), a to tehdy, kdy má tým s menším počtem bodů na konci posledního dne ve hře stále alespoň dva pálkaře. To má velký vliv na strategii. Týmy často deklarují, že mají dostatečný počet bodů, aby ve stanoveném čase stačily vyautovat všechny soupeřovy pálkaře. Rizikem je samozřejmě, že se jim to nepodaří, a druhý tým naopak získá potřebný počet bodů pro vlastní vítězství.

## Oblečení a výstroj
Brankář a pálkaři nosí ochrannou výstroj kvůli tvrdosti míče, který může být hozen rychlostí větší než 145 km / hod, a představuje zdravotní a bezpečnostní riziko. Ochranné oděvy obsahují chrániče určené k ochraně kolen a holení, odpalovačské rukavice nebo brankářské rukavice, přilbu na ochranu hlavy a suspenzor v oblasti rozkroku. Někteří pálkaři nosí uvnitř oděvů dodatečné polstrování, kalhoty s chrániči, chrániče žeber nebo ramenní chrániče.
Jediní hráči, kteří mají povoleno nosit ochrannou výstroj, jsou ti, kteří jsou v poloze velmi blízké pálkaři (tj. jsou-li vedle něj nebo před ním), ale nemohou nosit rukavice nebo vnější chrániče nohou.

## Zajímavosti
Upravená verze kriketu nahradila na Trobriandových ostrovech tradiční války mezi domorodými vesnicemi.